# Eleccions legislatives del Kirguizstan de 2007
El 16 de desembre de 2007 es van celebrar eleccions parlamentàries anticipades al Kirguizstan. Les eleccions van ser convocades pel President Kurmanbek Bakiev després que el referèndum constitucional del 21 d'octubre de 2007 aprovés un nou sistema electoral i propostes de reforma constitucional, ampliant el parlament a 90 diputats i introduint la votació per llistes de partits.

## Campanya
Amb la nova llei electoral que es va aprovar en el referendum que es va fer el 21 d'octubre del mateix any, una llei que perjudicava als partits petits i als independents. Dels més de 100 partits i moviments polítics que existien en aquell moment, en el mes d'octubre van expressar les seves intencions per participar-hi. No obstant això, només 22 partits van registrar formalment la seva candidatura. D'aquests vint-i-dos partits es van presentar a les eleccions, però alguns es van reconsiderar i altres sis van ser rebutjats per les autoritats, entre ells Taza Koom ("Societat Neta"). Finalment, només 12 partits polítics van competir en aquestes eleccions.

## Controvèrsia
El 28 de novembre de 2007, el Primer Ministre Almazbek Atambàiev del Partit Socialdemòcrata va dimitir i Iskenderbek Aidaraliyev va passar a ser Primer Ministre interí fins a les eleccions; pel que sembla, la dimissió es va produir per diferències entre Atayev i Bakiyev.
Per a entrar en el Parlament, un partit havia de passar dos llindars:
- Obtenir almenys el 5% dels vots en tot el país.
- Obtenir almenys 13.500 en cadascuna de les set regions del país i les seves dues ciutats (Bixkek i Oix).

## Resultats
Segons els resultats preliminars basats en el 81% dels col·legis electorals, la participació va ser superior al 60%, però cap partit, a part d'Ak Jol, havia aconseguit passar tots dos llindars. Ak Jol, segons s'informa, va rebre el 47,8% dels vots. Ata Meken va rebre el 9,3% dels vots a nivell nacional, però no va superar els llindars regionals en tres regions. Per tant, Ak Jol semblava ser l'únic partit que va entrar al parlament. Els observadors internacionals de l'Organització per a la Seguretat i la Cooperació a Europa van criticar durament les eleccions. No obstant això, els observadors de la Comunitat d'Estats Independents van afirmar que l'elecció complia les normes democràtiques. Els resultats posteriors van mostrar que altres dos partits, el Partit Socialdemòcrata i el Partit Comunista, van aconseguir passar per poc el llindar nacional.
El Tribunal Suprem va anul·lar el segon llindar regional l'endemà passat de la votació (ampliant així potencialment la representació parlamentària de tres a quatre partits diferents). S'espera que els resultats finals s'anunciïn a finals de desembre.
Segons la Comissió Electoral Central (CEC), Ak Jol va rebre 71 escons, el Partit Socialdemòcrata 11 escons i el Partit Comunista 8 escons. No és clar si la CEC està ignorant o reinterpretant la sentència de la Cort Suprema que donaria dret al partit Ara Meken a escons malgrat no haver obtingut almenys el 0,5% dels vots en les set regions i dues ciutats. El parlament recentment escollit es va reunir per primera vegada el 21 de desembre de 2007 i haurà de confirmar un nou govern abans del 1r de gener de 2008.
Segons els resultats oficials, Ata Meken no va aconseguir els vots necessaris a Oix, però els activistes del partit van afirmar tenir proves d'haver obtingut més dels vots necessaris.